# 白和
株式会社白和（はくわ）は、愛媛県今治市北鳥生町に本社を置くタオルメーカーである。今治タオルを生産し、イベントグッズ・セールスプロモーション商品等のほかオリジナルブランドタオルを開発。

## 概要
タオル製品のOEM生産を手がける他、自社オリジナルタオル「白い和み」や「坂の上の雲」及びスポーツタオルの生産・販売を行なっている。この他、写真製版や染料による特殊タオルも手がける。

## 事業所
- 本社・工場 - 愛媛県今治市北鳥生町2丁目2番7号

## 沿革
- 1932年 - 白和織布として創業。
- 1965年 - ジャガード搭載自動織機導入。
- 1993年 - 株式会社白和設立。
- 2010年 - パイルシミュレーションデジタルシステム導入[3]。